# Juventud Comunista de los Pueblos de España
La Juventud Comunista de los Pueblos de España (JCPE) es la organización juvenil del Partido Comunista de los Pueblos de España (PCPE).   
En el plano internacional mantiene relaciones con organizaciones juveniles comunistas y revolucionarias de distintos lugares del mundo.  

## Historia
La JCPE fue fundada el 13 de mayo de 2017 en un pleno de jóvenes del PCPE a iniciativa del Comité Central del PCPE como su organización juvenil tras la crisis interna vivida por el PCPE en abril de 2017 que supuso la ruptura con la que hasta entonces había sido su organización juvenil, los Colectivos de Jóvenes Comunistas (CJC), entonces recibió la denominación de Juventud del PCPE.
En noviembre de 2018 una delegación de la JCPE es invitada por la Unión de Jóvenes Comunistas a visitar Cuba, manteniendo intercambios con las direcciones de las organizaciones políticas y de masas del país con el fin de fortalecer las relaciones. En diciembre del mismo año, la J-PCPE celebró su I Escuela Central de Formación en Villarreal (Castellón).
En abril de 2019 se celebra la I Conferencia de la JCPE bajo el lema "La juventud obrera y popular planta cara, nos organizamos para vencer". Se adopta un nuevo logotipo y la denominación de Juventud Comunista de los Pueblos de España (JCPE). Maite Plazas resulta elegida como Responsable Política de la JCPE. En noviembre de 2019 la JCPE acudió como delegación internacional al I Congreso Internacional de Jóvenes y Estudiantes organizado por el Foro de Sao Paulo en Caracas.
Desde el año 2019 la Juventud ha enviado delegaciones todos los años a la Festa do Avante (Quinta da Atalaia, Portugal) manteniendo reuniones con diversas organizaciones. Y en 2021 y 2022 junto al PCPE participando con su puesto propio en el área internacional.
Los días 10, 11 y 12 de septiembre de 2021 en la Sierra de Guadarrama (Madrid) se organizó el I Campamento de la Juventud, reuniendo a militantes de diferentes territorios del estado. La segunda edición del campamento se realizó los días 23, 24 y 25 de septiembre de 2022, nuevamente en la Sierra de Guadarrama.
El 16 de julio de 2020 militantes de la JCPE participaron en la paralización de un desahucio en El Astillero (Cantabria). Con un gran dispositivo de la Guardia Civil la concentración terminó con una carga policial y un militante de la JCPE fue agredido dentro del portal. A día de hoy está en proceso judicial acusado junto a otro activista de agresión a la autoridad. También el 6 de mayo de 2021, en la Universidad Jaume I de Castellón (UJI) (Comunidad Valenciana) en las protestas por la visita del Rey, Felipe VI, a la universidad, un militante de la juventud fue arrestado, junto a otro activista, y finalmente condenado a seis meses de cárcel por agresión a la autoridad. No entró finalmente a prisión por ser su primer delito y está a espera de ser ratificada.
En la actualidad lleva a cabo su labor política a partir de varias campañas que tienen a la juventud de la clase obrera como sujeto central de su intervención, además de desenvolverse en distintos frentes y organizaciones estudiantiles, sindicales, barriales, feministas del Frente Obrero y Popular por el Socialismo.

## Organización
El órgano de dirección de la JCPE es el Comité Estatal de Dirección, que dirige a la organización y aplica la línea emanada de la Conferencia Central de la JCPE y el Congreso del PCPE. Dicha conferencia se realiza de forma ordinaria cada 3 años, convocada a instancia del Comité Estatal de Dirección y ratificado por el Comité Central del PCPE. 

### Estructura territorial
La JCPE se organiza en Comités Nacionales o Regionales, que agrupan a los diversos colectivos de la organización de un territorio. En algunos territorios, su nombre cambia o se denomina en la lengua propia del territorio. En esta tabla se muestran las denominaciones territoriales de la JCPE:

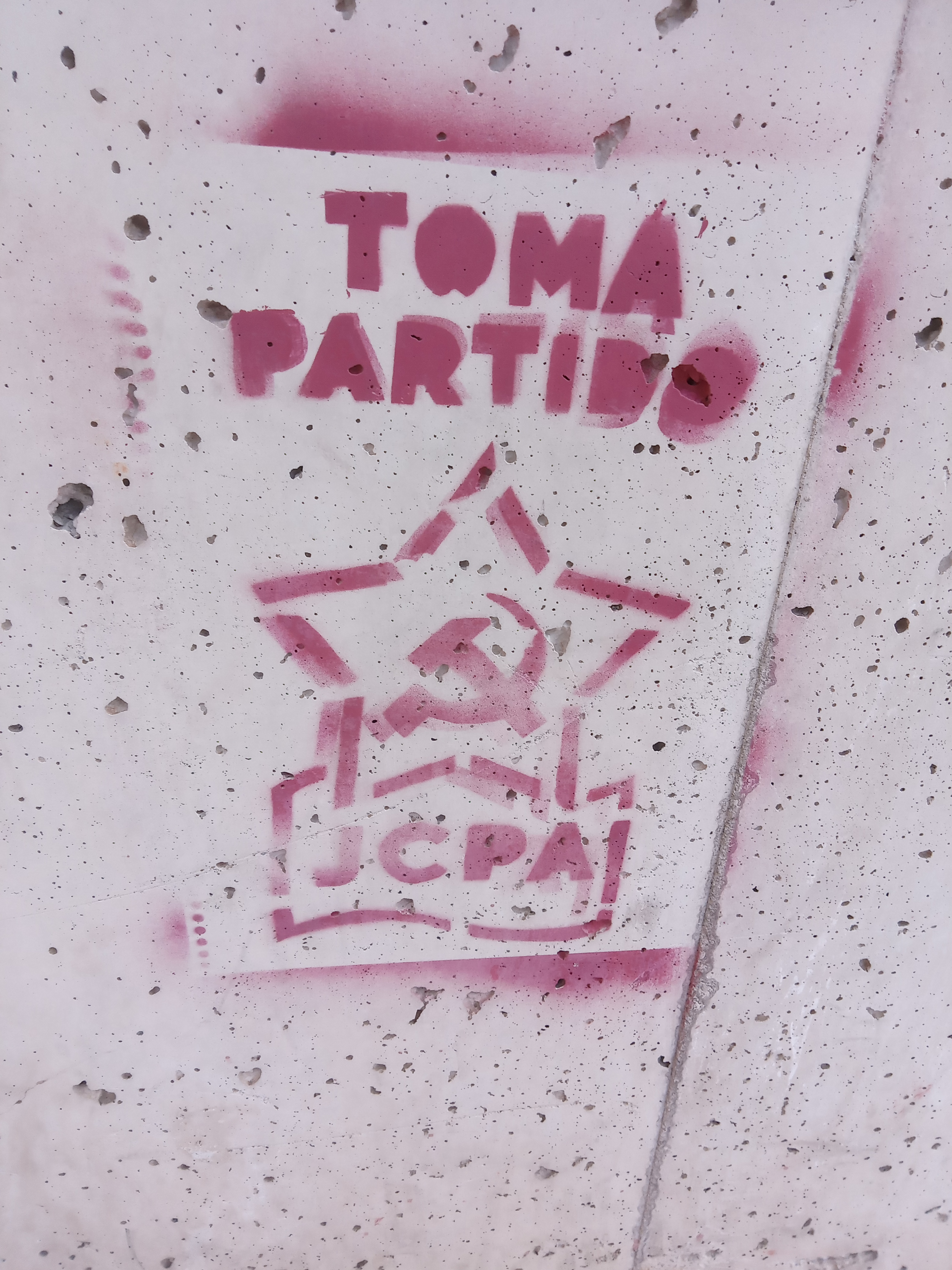
Pintada de la JCPA

| Territorio           | Organización territorial                     |
| -------------------- | -------------------------------------------- |
| Andalucía            | Juventud Comunista del Pueblo Andaluz (JCPA) |
| Aragón               | JCPE Aragón                                  |
| Asturias             | JCPE Asturias                                |
| Canarias             | Juventud Comunista del Pueblo Canario (JCPC) |
| Cantabria            | JCPE Cantabria                               |
| Castilla-La Mancha   | JCPE Castilla-La Mancha                      |
| Castilla y León      | JCPE Castilla y León                         |
| Cataluña             | Representado por la Joventut del PCPC        |
| Comunidad de Madrid  | JCPE Madrid                                  |
| Comunidad Valenciana | JCPE País Valencià                           |
| Extremadura          | JCPE Extremadura                             |
| Galicia              | Xuventude Comunista do Pobo Galego (XCPG)    |
| Islas Baleares       | JCPE Balears                                 |
| La Rioja             | JCPE La Rioja                                |
| Navarra              | Euskal Herriko Gaztedi Komunista (EHGK)      |
| País Vasco           | Euskal Herriko Gaztedi Komunista (EHGK)      |
| Región de Murcia     | JCPE Región de Murcia                        |

### Logos territoriales
| Juventud Comunista de los Pueblos de España (JCPE).          |
| Estatal: Juventud Comunista de los Pueblos de España (JCPE). |

| Xuventude Comunista do Pobo Galego (XCPG). |
| Xuventude Comunista do Pobo Galego (XCPG). |

|                                          |
| Euskal Herriko Gaztedi Komunista (EHGK). |

| Juventud Comunista del Pueblo Canario (JCPC). |
| Juventud Comunista del Pueblo Canario (JCPC). |

| Juventud Comunista del Pueblo Andaluz (JCPA). |
| Juventud Comunista del Pueblo Andaluz (JCPA). |

## Responsables políticos
| Período     | Responsable Político/a |
| ----------- | ---------------------- |
| 2017 - 2019 | Alejandro Navarro      |
| 2019 - 2020 | Maite Plazas           |
| Desde 2020  | Javier Cayuela         |